# بیمارستان آرو لیک
بیمارستان آرو لیک (به انگلیسی: Arrow Lakes Hospital) بیمارستانی در کانادا است و دارای ۱۴ تخت است.